# Організація НАТО з наукових досліджень і технологій
Організація НАТО з наукових досліджень і технологій (англ. NATO Research and Technology Organisation; фр. Organisation pour la Recherche et la Technologie OTAN) — науково-технічний центр НАТО, який працював у сфері кооперативних наукових досліджень та обміну технічною інформацією між 26 країнами-членами та 38 партнерами Організації Північноатлантичного договору. До розформування у червні 2012 р. був одним із найбільших науково-технічних центрів у світі: налічував понад 3000 учених та інженерів. Організація охоплювала широкий спектр досліджень: проводилися різного роду семінари, симпозіуми, форуми та інші науково-технічні заходи, на яких дослідники могли зустрічатися та обмінюватися знаннями й досвідом.

## Історія
Організація була заснована у 1998 році в результаті злиття двох окремих груп: AGARD (консультативної групи аерокосмічних досліджень) і Defence Research Group (групи у галузі оборонних досліджень (AC/243), що входила до складу CNAD). Безпосередньо організація була підпорядкована CNAD  (Конференції національних директорів озброєнь) і Військовому комітету НАТО.
RTO припинила свою діяльність 30 червня 2012 р., з 1 липня 2012 р. її правонаступником стала STO (Організація НАТО з науки і технологій).

## Структура
За ієрархією структура організації мала декілька рівнів: 1-й — Рада з досліджень і технологій, 2-й — рівень експертів, 3-й — рівень технічних груп.

### Рада з досліджень і технологій
Рада з досліджень і технологій — найвищий керівний та координаційний орган Організації НАТО з наукових досліджень і технологій. Члени Ради обиралися на підставі доручення Північноатлантичної ради через CNAD (Конференція національних директорів озброєнь) і MC (військовий комітет НАТО) по одному від кожної країни-учасниці Північноатлантичного альянсу. Кандидатурою могла бути як особа від уряду країни-висуванця, так і від наукових кіл або відповідної галузі. Як правило, члени Ради були старшими науково-технічними співробітниками.

### Технічні групи
Уся основна сфера діяльності Організації НАТО з наукових досліджень і технологій була покладена на сім основних технічних груп, які охоплювали широкий спектр науково-дослідної діяльності, а також спеціалізувалися на моделюванні та симуляції:
- Applied Vehicle Technology Panel (AVT) — група прикладних автомобільних технологій;
- Human Factors and Medicine Panel (HFM) — медична група;
- Information Systems Technology Panel (IST) — група інформаційних технологій;
- System Analysis and Studies Panel (SAS) — група системного аналізу;
- Systems Concepts and Integration Panel (SCI) — група системних концепцій;
- Sensors and Electronics Technology Panel (SET) — група сенсорних технологій;
- NATO Modelling and Simulation Group (NMSG) — група моделювання та симуляції.

Ці групи складалися з загальновизнаних світом вчених та інформаційних фахівців.

### Група експертів
До кожної технічної групи було закріплено спеціальну експертну фокус-групу (всього їх було сім). Функції цих груп зводились до експертної оцінки науково-дослідної діяльності технічних груп. Передусім, експерти апробовували отримані результати на різного роду семінарах, симпозіумах, польових випробуваннях, лекціях та тренінгах, а також видавали матеріали в науково-періодичній літературі.

## Координація з іншими органами НАТО
Організація синергетично співпрацювала з іншими органами НАТО. Перш за все підтримку надавали такі органи НАТО, як-от:
- Координаційна група досліджень і технологій (RTCG);
- Командування з трансформації ОВС;
- Агентство з консультацій, командування і управління;
- Конференція національних директорів озброєнь;
- Промислово-дорадча група НАТО (NIAG) у складі CNAD;
- COMEDS;
- Програма «Наука заради миру та безпеки»;
- Центр підводних досліджень та ін.

## Список посадових осіб
| № | Ім'я          | Країна походження | Роки повноваження |
| - | ------------- | ----------------- | ----------------- |
| 1 | Майк Яримович | США               | 1996–2000         |
| 2 | Нільс Холм    | Норвегія          | 2000–2003         |
| 3 | Дон Даніель   | США               | 2003–2006         |
| 4 | Жак Бонгранд  | Франція           | 2006–2009         |
| 5 | Роберт Вокер  | Канада            | 2009–2012         |

| № | Ім'я            | Країна походження | Роки повноваження |
| - | --------------- | ----------------- | ----------------- |
| 1 | Ернст ван Хук   | Нідерланди        | 1997–2000         |
| 2 | Кен Піблз       | Канада            | 2000–2003         |
| 3 | Ахмед Учер      | Туреччина         | 2003–2006         |
| 4 | Грег Шнайдер    | США               | 2006–2009         |
| 5 | Альберт Хоснікс | Бельгія           | 2009–2012         |